# Contea di Brescia

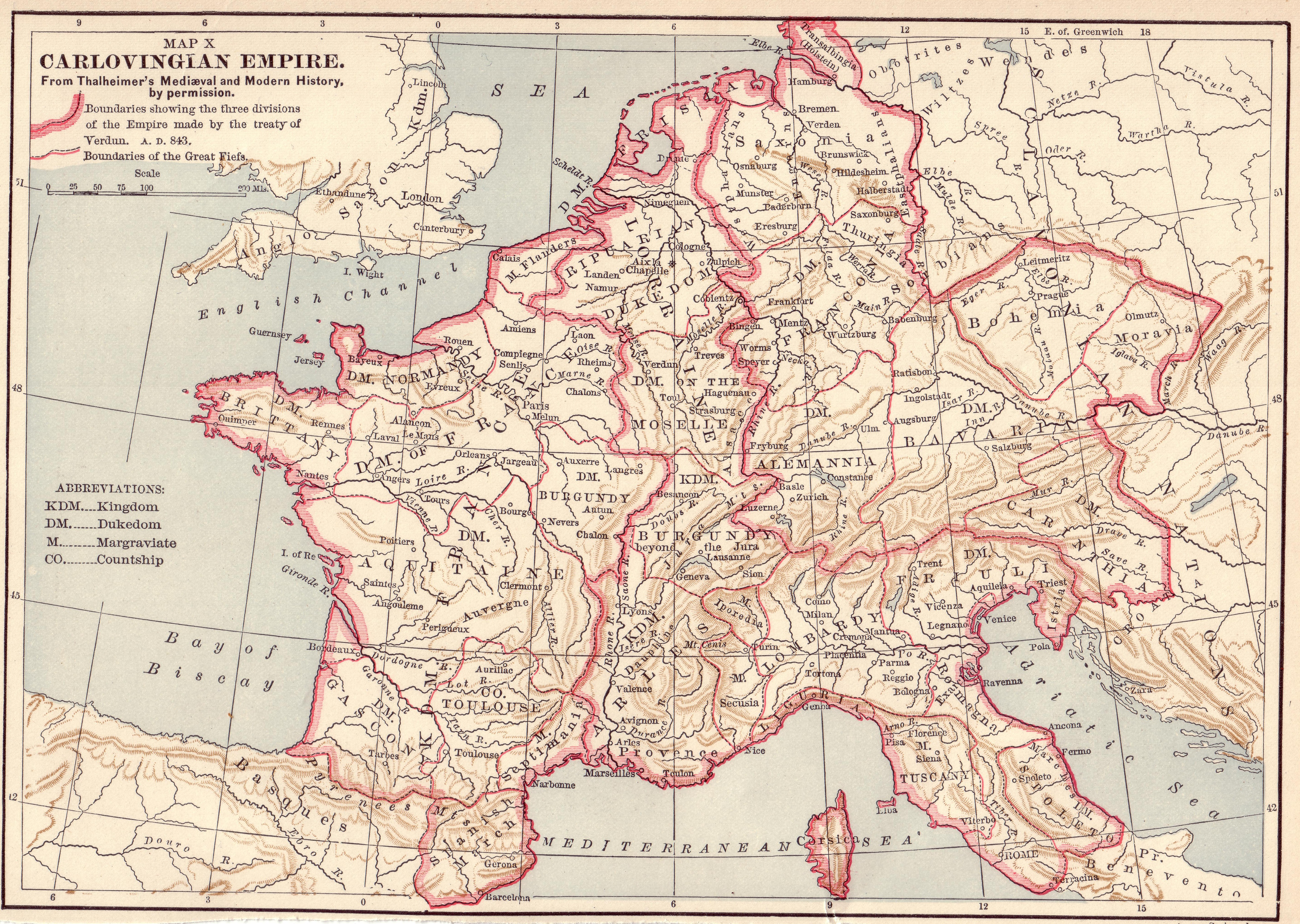
Impero carolingio dopo l'843 Trattato di Verdun

La contea di Brescia (Brixiae comes) fu una circoscrizione situata nell'Italia settentrionale, inclusa nel Regnum Italicorum, dipendente dal Sacro Romano Impero, esistita dal 776 con Carlo Magno e fino all'inizio dell'XI secolo. La contea fu acquisita nelle proprietà di famiglia da Tedaldo di Canossa e per eredità pervenne alla grancontessa Matilde di Canossa.

## Conti di Brescia
- Ismondo 774[2] - 776
- Ermoaldo, abate di Leno 776
- Raimone 776 - 789
- Sigifredo 790 - 798
- Ocboldo 798 - 799
- Ildoino 800 - 814
- Suppone I 814 - 822[3]
- Mauringo 822 - 824
- Villerado 825 - 850
- Iselmondo 850 - 851
- Notingo, vescovo di Brescia, 851 - 864
- Bertario 865
- Ardingo, vescovo di Brescia e cancelliere di Berengario del Friuli, 903 - 924
- Gottifredo I, vescovo di Brescia, 970 - 976
- Adalberto, vescovo di Brescia, 996 - 1000